# Dean’s Blue Hole

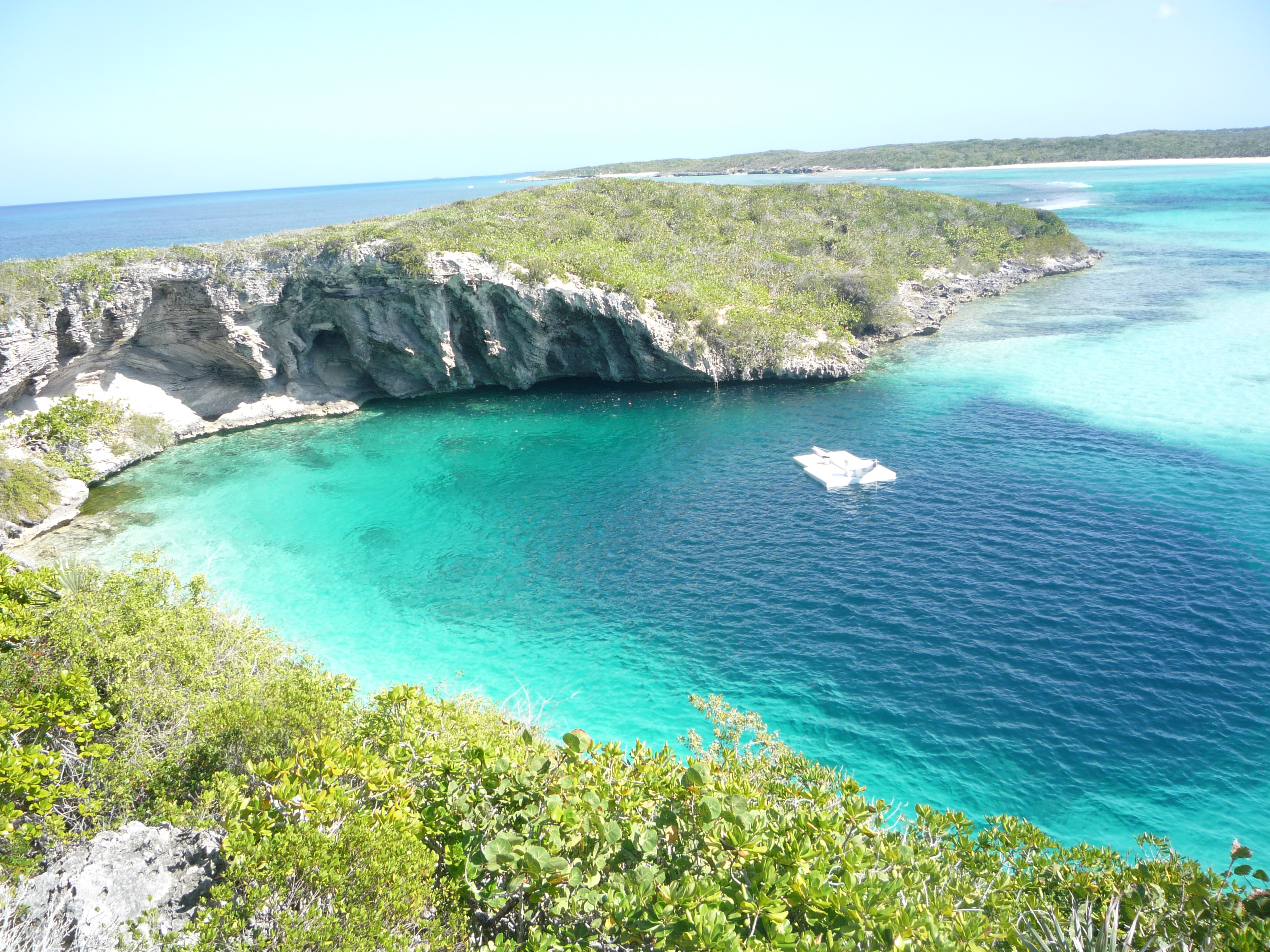
Dean’s Blue Hole (2011)

Dean’s Blue Hole liegt in einer Bucht westlich von Clarence Town auf Long Island, einer der Inseln der Bahamas im Nordatlantik. Es gehört mit 202 m Tiefe zu den tiefsten Blue Holes der Welt.
Die Öffnung zu dieser tiefen Höhle im Riff vor der Küste der langen Bahamainsel Long Island im Atlantischen Ozean ist kreisförmig und etwa 25 bis 30 Meter breit. Nach 20 Metern Tiefe erweitert sich der Trichter zur eigentlichen Höhle mit einem Durchmesser von bis zu 100 Metern, deren Boden etwa 202 m unter dem Meeresspiegel liegt. Sie ist die – nach dem rund 300 m tiefen sogenannten Dragon Hole () nahe den Paracel-Inseln im Südchinesischen Meer – zweittiefste und zweitgrößte bekannte Unterwasserhöhle im Meer. Weltweit sind an Land nach Ausdehnung und Tiefe noch größere, mit Salzwasser oder Süßwasser gefüllte Räume von Höhlensystemen bekannt.

## Entstehung
Wie eine Reihe anderer Dolinen auf den Bahamas geht auch das Dean's Blue Hole auf eine Karstbildung im Kalkstein des die Inseln tragenden Untergrundes zurück. Da der Meeresspiegel während der Kaltzeiten tiefer lag, war der Riffkalk der Erosion stärker als heute ausgesetzt. Vor rund 15.000 Jahren konnte durch Risse im Kalkstein versickerndes Regenwasser Hohlräume unter der Bodenoberfläche auswaschen (Subrosion). Durch Einbruch der Decke eines größeren Hohlraums entsteht eine trichterförmige Senke (Doline), eventuell mit Zugang zur verbliebenen Höhle. Mit steigendem Meeresspiegel wurden manche dieser Sinkhöhlen nach der letzten Eiszeit gefüllt, einige liegen inzwischen wie das Dean's Blue Hole unter Wasser.

## Tauchsport

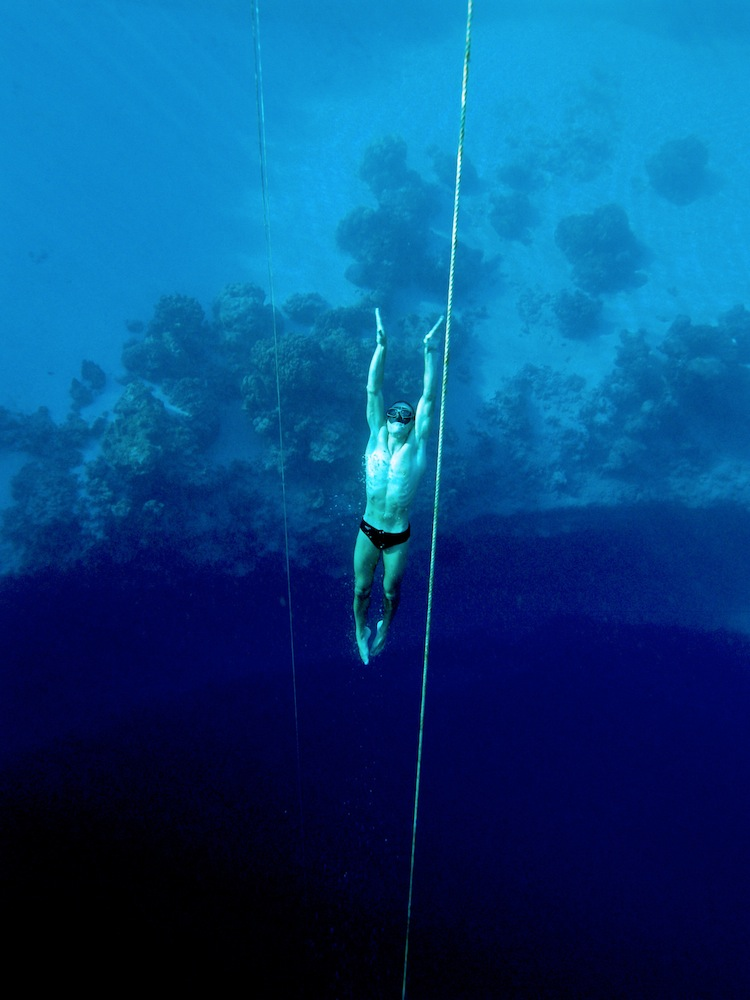
William Trubridge beim Apnoetauchen im Dean’s Blue Hole

Aufgrund seiner Vielzahl an Korallen und Rifffischen sowie seinen guten Zugangsmöglichkeiten ist Dean’s Blue Hole ein beliebtes Ausflugsziel bei Freizeit- und Apnoetauchern.
Der in der Disziplin constant weight without fins (CNF) weltweit führende Apnoetaucher William Trubridge hat auf Long Island eine eigene Tauchschule namens Vertical Blue Freediving speziell für die Apnoeausbildung eröffnet. Diese organisiert auch den jährlich hier stattfindenden Vertical-Blue-Wettbewerb, kurz VB 2012, VB 2013 usw. Jeder Apnoetaucher braucht für die Ausübung seines Sports Sicherungstaucher. Plant er einen Rekordversuch, so müssen offizielle Schiedsrichter vom Internationalen-Apnoetauch-Verband AIDA anwesend sein. Während der Tage der VB-Wettbewerbe steht diese Infrastruktur jedem Taucher zur Verfügung, wodurch sich für die Teilnehmer die Kosten und der Organisationsaufwand für einen Rekordversuch reduzieren. Entsprechend beliebt ist der Wettbewerb unter Elitesportlern, viele Weltrekorde wurden hier aufgestellt.
- Jim King gelang es im September 1992 mit speziellen Atemgasen als bisher Einzigem, bis zum Boden der Höhle zu tauchen.[5][6]
- Am 25. April 2010, Disziplin Konstantes Gewicht (CWT) stellte Herbert Nitsch (Österreich) mit 124 m einen neuen Rekord auf.
- William Trubridge stellte hier in der Disziplin constant weight without fins (CNF) mit einer Tiefe von 101 Metern einen neuen Rekord auf, den er im Juli 2016 um einen weiteren Meter auf 102 Metern verbesserte.

Bei einem am 17. November 2013 hier stattgefundenen Rekordversuch verunglückte der Apnoetaucher Nicholas Mevoli tödlich.